# Castillo del Peñón

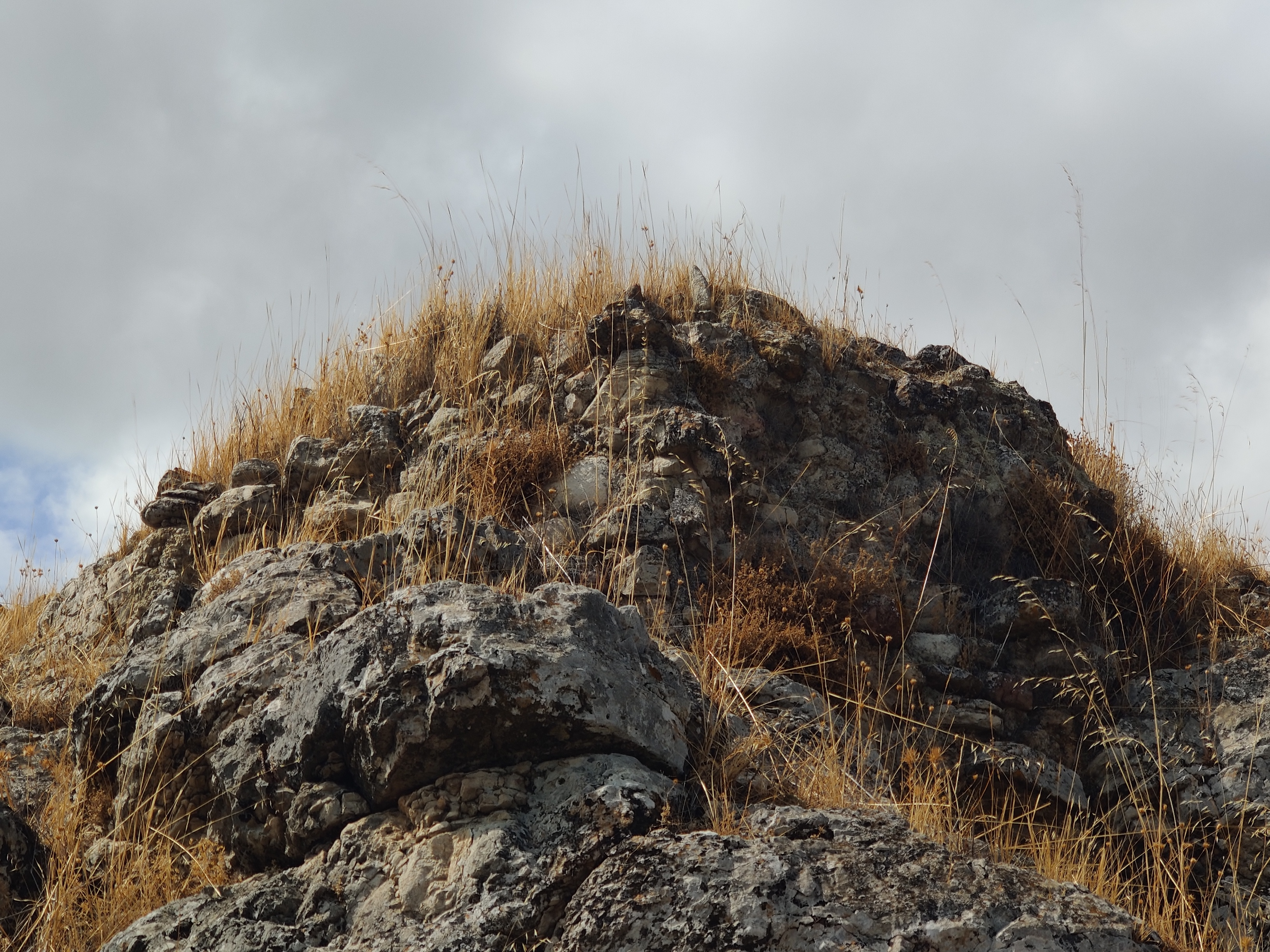
Restos de mampostería del Castillo del Peñón.

El castillo del Peñón es un yacimiento arqueológico situado en la cortijada del mismo nombre, entre Fuerte del Rey y Lahiguera, junto a la carretera de Jaén a Andújar, provincia de Jaén (España), si bien dentro del término municipal de Torredelcampo. Está declarado Bien de Interés Cultural, conforme al decreto de 22 de abril de 1949.

## Descripción
Los cortijos que integran el pequeño núcleo, se encuentran actualmente en ruina. Están agrupados alrededor de un pequeño promontorio, en el que se hallan los restos del castillo rural, de dimensiones modestas y con planta trapezoidal. Su estado de conservación es muy malo.
Se identifican un aljibe, los restos de una torre y vestigios de muros, todo ello en fábrica de mampostería de muy pequeño tamaño, con restos de abundante yeso. Según algunos autores, se trató de una albacara con castillejo adjunto.
Se ha fechado en época anterior a la rebelión del Arrabal (880-918), protagonizada por muladíes.
Se ha documentado asimismo la presencia de restos de la Edad del Bronce en el yacimiento.